# Альфа (спецпідрозділ СБУ)
Центр спеціальних операцій «А» Служби безпеки України (ЦСО «А» СБУ, неформальна назва — «Альфа») — оперативно-бойовий підрозділ спеціального призначення Служби безпеки України. Виконує бойові, контррозвідувальні та правоохоронні задачі. З 2014 року бере участь у відбитті збройної агресії Російської Федерації.

## Історія

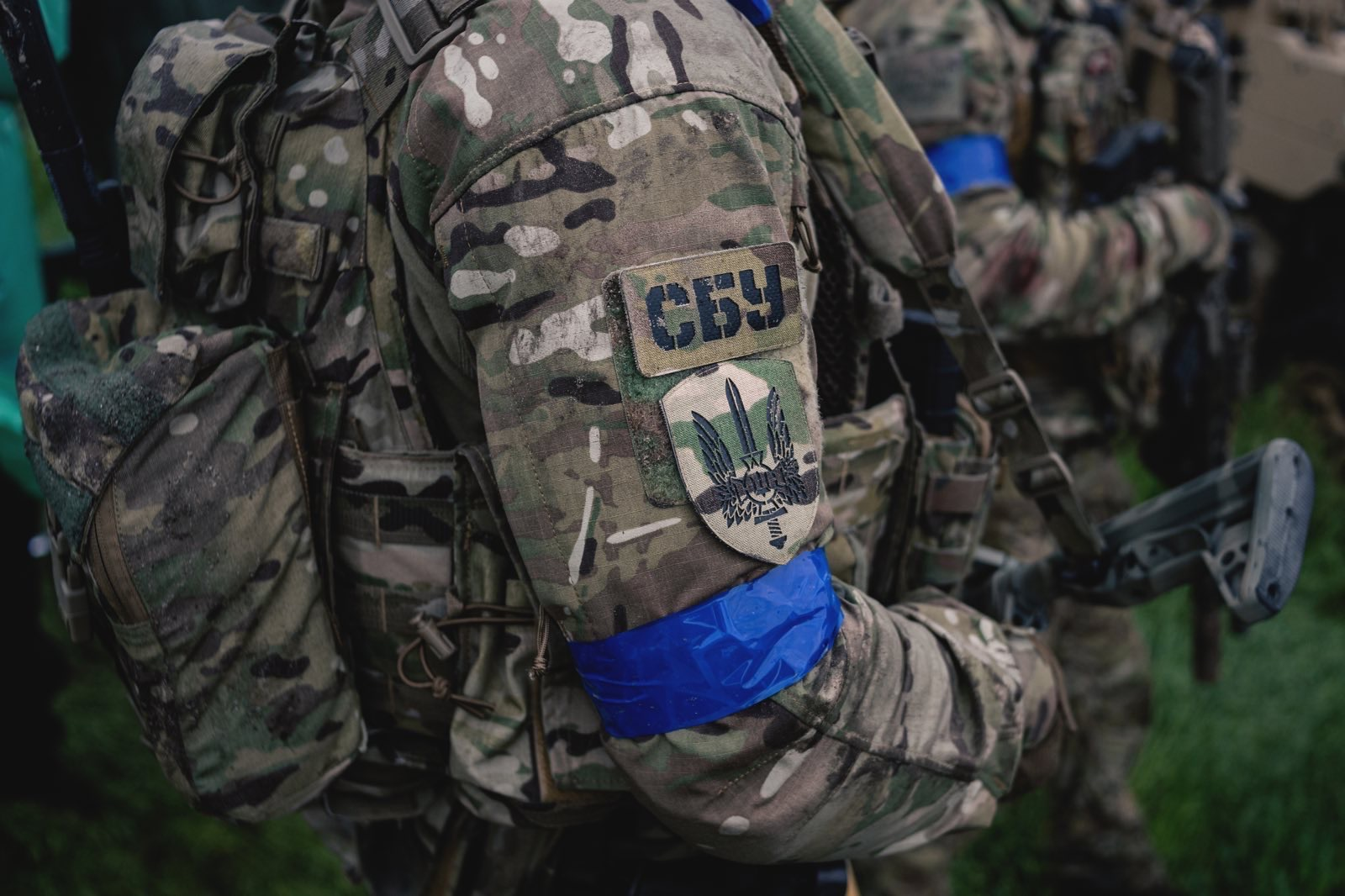

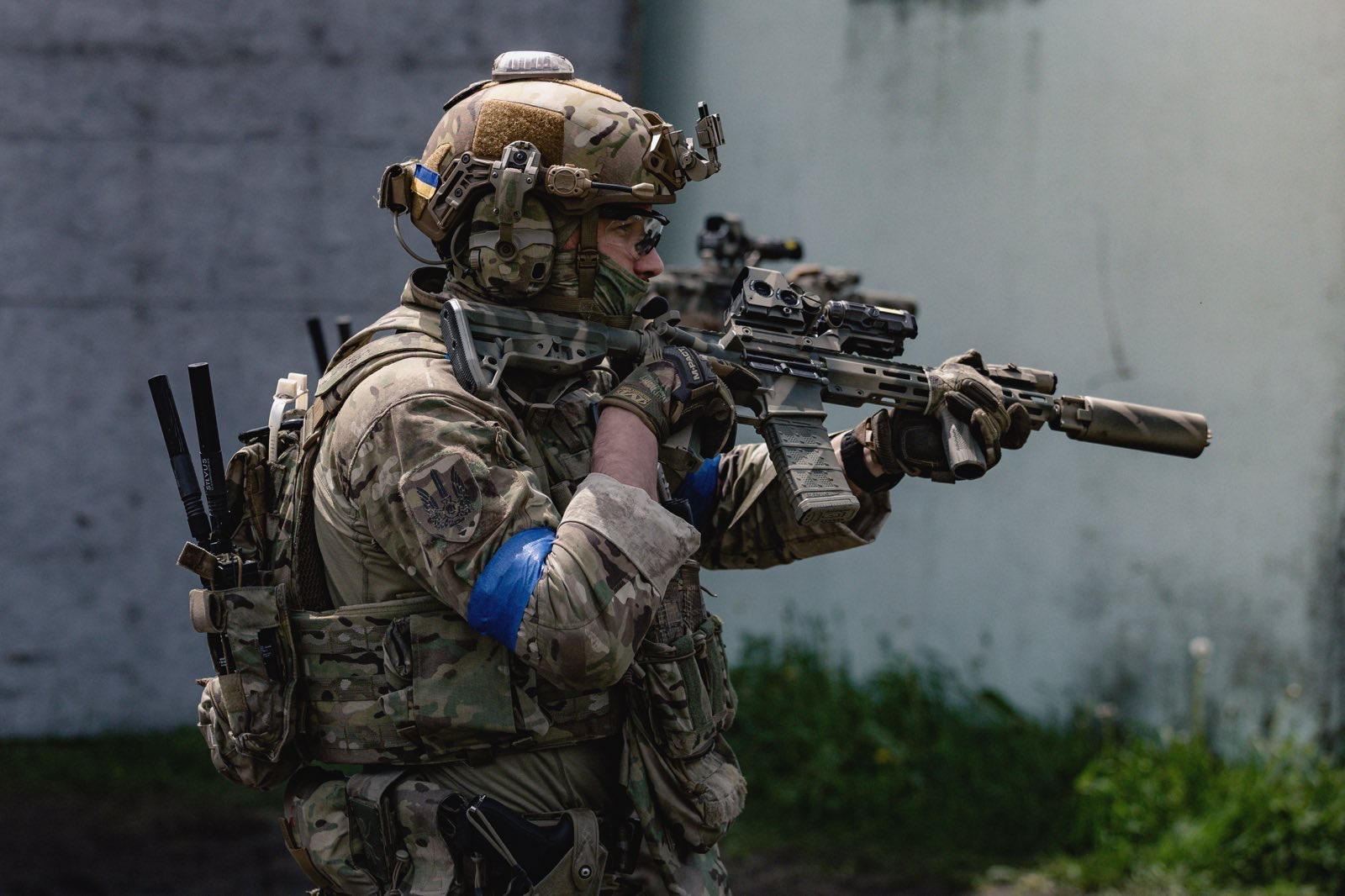

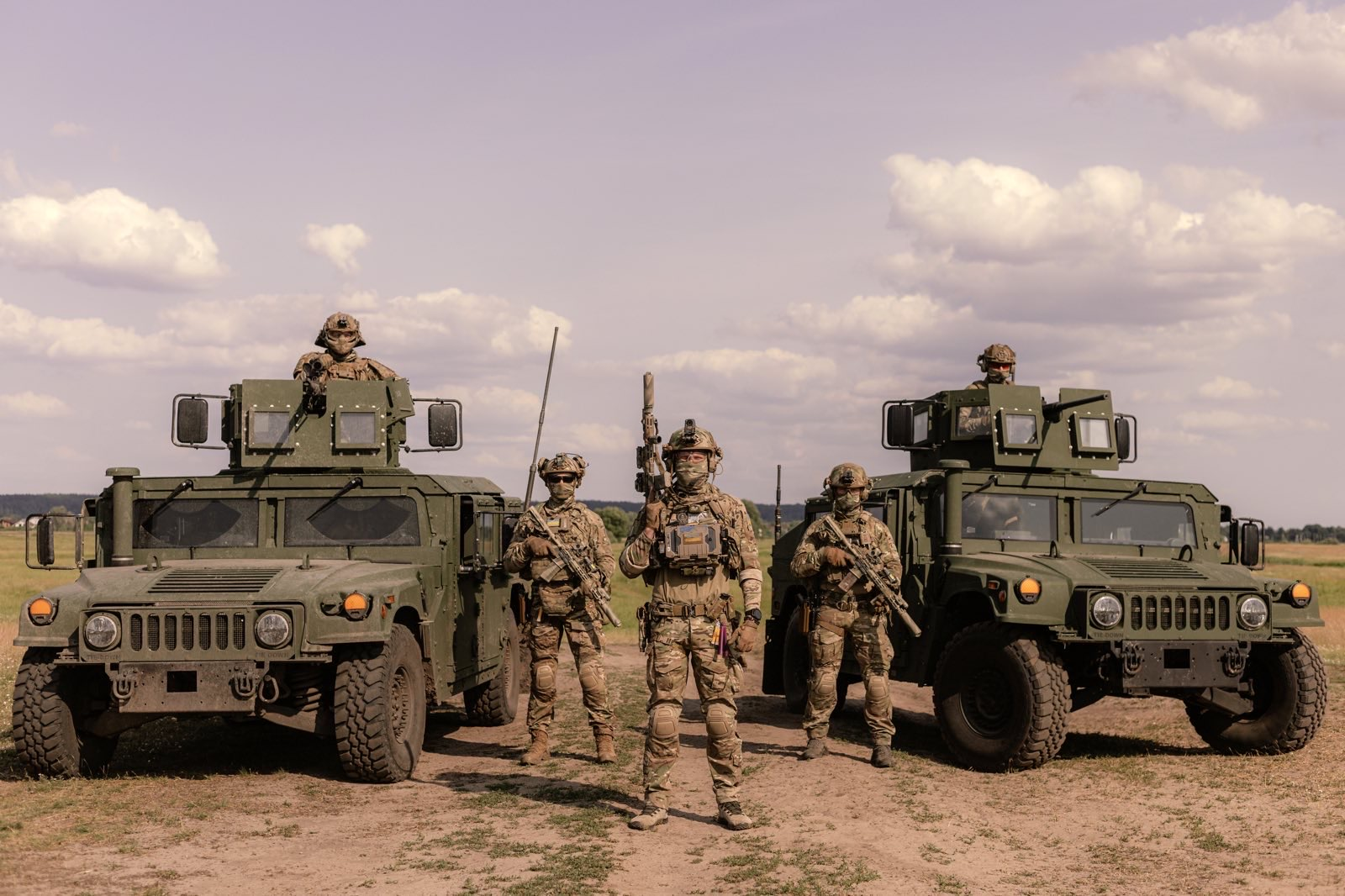

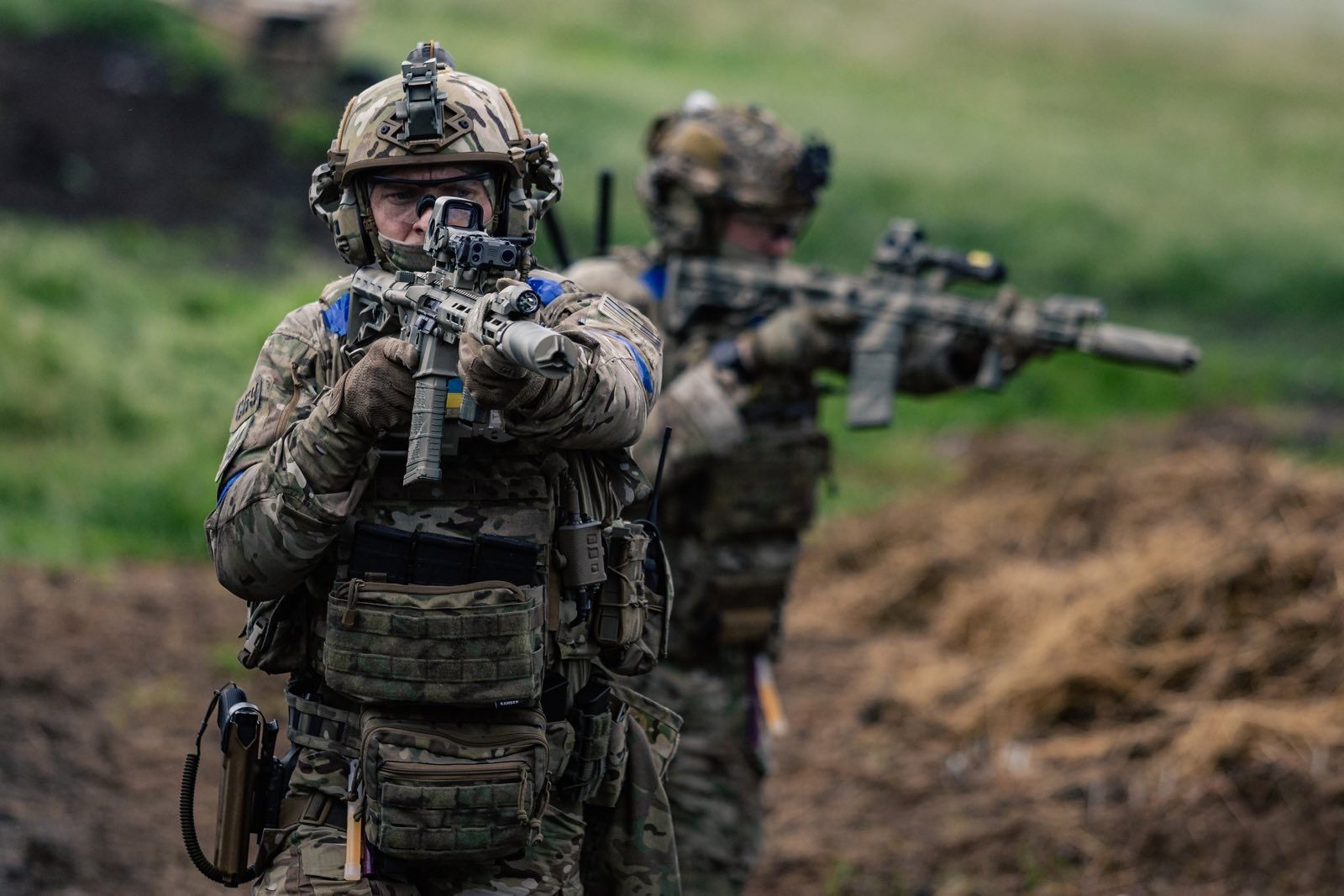

Історія ЦСО «А» СБУ розпочалася 23 червня 1994 року, коли Указом Президента України було створено Управління «А» у складі Центрального Управління СБУ та відповідні підрозділи в регіонах. Саме цей день вважається офіційною датою створення підрозділу.
16 липня 1996 року Указом Президента України Управління «А» було перейменоване на Управління боротьби з тероризмом і захисту учасників кримінального судочинства та працівників правоохоронних органів СБУ.
27 грудня 2005 року відбулася реформа управлінь «А» СБУ, в результаті якої було створено Центр спеціальних операцій боротьби з тероризмом, захисту учасників кримінального судочинства та працівників правоохоронних органів — ЦСО «А» СБУ.

## Спецоперації

### Антитерористичні операції
31 липня 2000 в будівлі київського дисциплінарного батальйону два порушника військової дисципліни, військовослужбовці української армії Олександр Станкевич і Михайло Невзоров напали на вартового, заволоділи автоматом АКМ з 60 патронами, замкнули в камерах 18 осіб (конвоїра і товаришів по службі) і зажадали харчів та спиртного. Після шестигодинних переговорів, було прийнято рішення про штурм будівлі, який здійснили співробітники київської «Альфи». В результаті штурму, злочинці були затримані.
Починаючи з 2004 року, бійці Центру брали участь у забезпеченні безпеки українського посольства в Багдаді (Ірак). Загалом за весь період до складу місії було відряджено понад 190 співробітників СБУ.
1 жовтня 2011 року в Одесі відбулося бойове зіткнення спецпризначенців СБУ із місцевим терористичним угрупованням. Напередодні злочинці застрелили двох та поранили чотирьох правоохоронців. Озброєні злочинці забарикадувалися в готелі та протягом більше чотирьох годин чинили опір спробам штурму з боку поліцейського спецпідрозділу. Переломний момент настав лише після втручання бійців місцевого підрозділу ЦСО «А». В результаті проведеної операції злочинці були нейтралізовані.
21 липня 2020 року у Луцьку чоловік, озброєний вогнепальною зброєю та вибухівкою, захопив автобус з пасажирами. Оперативники  ЦСО «А» СБУ швидко прибули на місце події та розпочали переговори з терористом. Завдяки їхнім професійним діям вдалося уникнути жертв серед заручників та затримати злочинця.
У серпні 2020 року озброєний чоловік захопив відділення банку у Києві та взяв у заручники співробітників та клієнтів. Бійці ЦСО «А» провели операцію зі звільнення заручників і затримання терориста.

### Участь в бойових діях

#### Участь в АТО/ООС (2014—2022)
13 квітня 2014 року ЦСО «А» вперше вступив у збройне протистояння з проросійськими бойовиками поблизу м. Слов’янськ, Донецької області. 
У рамках антитерористичної операції, оголошеної того ж дня, співробітники Центру у взаємодії з іншими підрозділами сектору безпеки і оборони України брали участь у стабілізаційних та штурмових заходах, зокрема у звільненні м. Слов’янськ, м. Краматорськ, м. Маріуполь та інших населених пунктів, тимчасово захоплених незаконними збройними формуваннями.
15 квітня 2014 року підрозділ ЦСО «А» СБУ спільно зі спецпідрозділом «Омега» Національної гвардії України без втрат взяв під контроль стратегічно важливий аеродром у м. Краматорськ. Це дозволило українським силам забезпечити можливість повітряного перекидання особового складу, техніки та засобів матеріально-технічного забезпечення в зону проведення АТО.
Упродовж 2014–2021 років бійці ЦСО «А» СБУ систематично залучалися до виконання бойових завдань у районі проведення антитерористичної операції, а згодом — Операції Об’єднаних сил. Основними напрямами діяльності були нейтралізація диверсійних груп, виявлення і затримання учасників незаконних збройних формувань, а також контрдиверсійні та спеціальні операції у тилу противника.
Снайперські підрозділи Центру застосовувалися на всій лінії розмежування та здійснювали пріоритетне ураження цілей у межах міжвідомчих завдань, що координувалися штабом АТО/ООС.

#### Повномасштабне вторгнення Росії в Україну
Спецпідрозділ активно залучений до участі в бойових діях. Упродовж весни 2022 року співробітники ЦСО «А» СБУ брали безпосередню участь в обороні Києва та його передмість. У взаємодії з іншими підрозділами сектору безпеки і оборони України вони здійснювали заходи з оборони та звільнення населених пунктів Ірпінь, Буча, Гостомель (Київська область). Група «Альфа» (згідно з українськими джерелами) влаштувала засідку і знищила колону на півночі Київщини, в районі Гостомеля, що складалася з чеченських воєнізованих формувань («кадирівців»). Альфівці боронили Харків, а під час Слобожанського контрнаступу брали участь у звільненні Ізюма, Балаклії і Куп'янська.
Спецпризначенці ЦСО «А» СБУ брали участь у звільненні острова Зміїного. У червні 2022 року спецпризначенці СБУ разом із бойовими побратимами з ГУР МОУ та ЗСУ провели унікальну та надзвичайно важливу операцію, що складалась з декількох етапів та мала стратегічне значення. На острів Зміїний кілька бойових груп доставили вертольотами, що вилетіли з аеродрому на материковій частині і йшли на надмалій висоті. Першій спробі висадки спецпризначенців завадила ворожа авіація. Висадку на Зміїний було здійснено після повторного вогневого ураження. Спецпризначенці вступили в активний вогневий контакт і рухалися практично по мінному полю. Під час спецоперації загинуло двоє спецпризначенців ЦСО «А». Обом бійцям посмертно присвоєно найвище звання — Герой України. Спецоперація зі звільнення Зміїного стала прикладом хоробрості та професіоналізму. Завдяки цій операції почалося поступове витіснення ворога з Чорного моря.
Навесні 2023 року снайпери ЦСО «А» працювали при обороні Бахмута. Спецпризначенці СБУ разом із Силами оборони довгий час утримували цю важливу логістичну артерію, щоб виграти час для перегрупування військ Сил оборони України і не дати ворогу просунутися вглиб України. У складі малих тактичних груп снайпери ЦСО «А»  прикривали військових. Також бійці СБУ виконували контрснайперську, контрдиверсійну роботу, здійснювали розвідку та корегування артилерії. Важливу роль у боях на Донеччині зіграли також FPV-дрони. Спецпризначенці СБУ одними з перших почали використовувати їх для бойової роботи, попередньо вдосконалюючи та адаптуючи під конкретні задачі. Героїчній участі ЦСО «А» в обороні Бахмута присвячено документальну стрічку «Бахмут. Дорога життя».
Восени 2024 бійці ЦСО «А» брали участь у військовій операції на Курщині. Під час ведення бойових дій на Курщині спецпризначенці СБУ провели дронно-штурмову операцію із взяттям у полон понад 100 військовополонених. За допомогою FPV-дронів спецпризначенці вразили два російські вертольоти у повітрі.
Спецпризначенці СБУ брали участь в Рубіжного, Білогорівки, Сіверськодонецька, Авдіївки та інших населених пунктів. 
Станом на червень 2025 року підрозділи Центру продовжують активні бойові дії на основних оперативних напрямках, зокрема у Донецькій, Луганській та Запорізькій областях. Окремі сили залучено до проведення наступальних операцій на території Курської області.
В 2025 році ЦСО «А» СБУ були першими, хто почав використовувати fpv-дрони на оптоволокні в значних кількостях в діях проти росіян.
З початку повномасштабної війни і станом на початок червня 2025 року підрозділи СБУ вразили на полі бою:
- 1955 танки,
- 3493 ББМ (бойові броньовані машини),
- 367 засобів ППО (протиповітряної оборони),
- 677 засобів РЕБ/РЕР(радіоелектронної боротьби та розвідки),
- 3106 артилерійських систем,
- 244 РСЗВ (реактивних систем залпового вогню),
- 15239 вогневих позицій, командних пунктів і фортифікаційних споруд ворога,
- 2253 безпілотників, в тому числі розвідувальних, типу Zala, Supercam, Orlan, Lancet.

Станом на червень 2025 року, кожен восьмий російський танк, вражений Силами оборони на полі бою, — це результат ЦСО А «СБУ». Також центр спецоперацій «А» СБУ постійно входить до топ-3 рейтингу найефективніших підрозділів БпЛА.
Станом на 2025 рік, СБУ працювало на лінії фронту і вглиб на різні дистанції з різними спеціалістами: 20 км, 20-40 км, 40-120 км і 120+ км (дальнобійні операції deep strike). Робота БпЛА давала 85 % знищення живої сили і техніки.
Окремий напрям — ураження військових об’єктів у глибокому тилу РФ: аеродромів, складів та арсеналів зброї, нафтопереробних підприємств, заводів із виробництва КАБів (керованих авіабомб) і дронів. Дальність таких спецоперацій сягає понад 1,7 тис. кілометрів.

## Додаткова інформація
Завдання
Залежно від фази збройного конфлікту та оперативної обстановки, Центр спеціальних операцій «А» Служби безпеки України виконує широкий спектр завдань як у воєнний, так і в мирний час.

### Основні завдання в умовах повномасштабної збройної агресії (з 24 лютого 2022 року)
Після початку повномасштабного вторгнення Російської Федерації на територію України підрозділ виконує завдання, спрямовані на безпосереднє забезпечення обороноздатності держави та знищення сил противника, зокрема:
- знищення особового складу, техніки та озброєння противника на полі бою;
- ведення тактичної розвідки та дорозвідки в зоні бойових дій;
- наведення артилерійських підрозділів на виявлені цілі противника;
- участь у штурмових діях у межах населених пунктів;
- проведення спеціальних операцій у глибокому тилу противника;
- ураження об’єктів критичної інфраструктури РФ, зокрема нафтопереробних підприємств, енергетичних об’єктів, заводів з виробництва озброєння;
- здійснення бойових дій проти корабельного складу збройних сил РФ у Чорному морі із застосуванням морських (надводних) безпілотних систем.

### Завдання в умовах мирного часу
У мирний період Центр спеціальних операцій «А» виконує функції, пов’язані з гарантуванням державної безпеки та протидією тероризму. До кола основних завдань входять:
- протидія терористичній діяльності, у тому числі міжнародного характеру;
- звільнення заручників;
- нейтралізація діяльності організованих злочинних угруповань;
- захист учасників кримінального судочинства та працівників правоохоронних органів, життя або безпека яких перебувають під загрозою у зв’язку з виконанням службових обов’язків;
- контрдиверсійна діяльність, спрямована на виявлення та нейтралізацію ворожих агентурних і диверсійно-розвідувальних груп.

Як зазначив Голова СБУ Василь Малюк: «Всі роки, поки зростала незалежна Україна, так само динамічно розвивалися українські спецпризначенці СБУ. Здобували бойовий досвід, щоб ефективно захищати свою державу. Як бачимо: це був правильний шлях. Тепер ЦСО «А» СБУ виконує надскладні завдання. І за цей час став кращим із кращих, написавши не один абзац історії нашої боротьби. Проте ми не зупиняємося на досягнутому, а розвиваємося далі». 
Спеціалізації
У складі ЦСО «А» працюють фахівці різних спеціалізацій, в тому числі: штурмовики, оператори БпЛА, снайпери, сапери, артилеристи, фахівці тактичної мобільності (авіаційні пілоти, водії бронеавтомобілів, човнів), парашутисти, бойові плавці та водолази, абордажні команди, альпіністи, кінологи, фахівці РЕБ/РЕР/РТР (радіоелектронної боротьби, розвідки, технічного проникнення), медики, в тому числі хірургічні команди і психологи. 
Відбір
Вимоги до відбору в Центр спецоперацій «А» СБУ є надзвичайно високими. Від кандидатів вимагається високий рівень патріотизму, морально-психологічної стійкості, стану здоров’я і фізичної готовності.
Рекрутинг
У квітні 2024 року Центр спеціальних операцій «А» Служби безпеки України розпочав масштабну рекрутингову кампанію, спрямовану на розширення особового складу підрозділу за рахунок високовмотивованих кандидатів. Уперше в історії ЦСО «А» до участі в конкурсі були допущені не лише військовослужбовці з бойовим досвідом, а й громадяни без попередньої служби, які володіють необхідними особистісними якостями — рішучістю, відповідальністю та прагненням служити державі.

## Структура
- 49-й окремий загін спеціального призначення[48]
- Підрозділ М2 ЦСО СБУ[49]

## Командири
Командири ЦСО «А»:
- Полковник Закревський Петро Феліксович: начальник 10 групи 7 управління КДБ СРСР (1990—1992).
- Полковник Буйволов Юрій Іванович: начальник Служби «С» СБУ (1992—1994).
- Генерал-лейтенант Крутов Василь Васильович: начальник Управління «А» СБУ (1994—1998).
- Генерал-лейтенант Бірсан Олександр Семенович: начальник Головного управління «А» СБУ (1998—2003).
- Генерал-майор Кожелянко Віктор Васильович: начальник Головного управління «А» СБУ (2003).
- Генерал-майор Мельников Михайло Григорович: начальник Головного управління «А» СБУ (2003—2005).
- Генерал-майор Варганов Віктор Павлович: начальник Головного управління «А» СБУ (2005—2006).
- Генерал-майор Чалий Сергій Іванович: начальник Головного управління «А» СБУ (2006—2007); начальник Центру спеціальних операцій «А» СБУ (2007—2009).
- Генерал-майор Супрун Андрій Анатолійович: начальник Центру спеціальних операцій «А» СБУ (2009—2012).
- Полковник Сірик Костянтин Миколайович: в.о. у 2012 році.
- Генерал-майор Присяжний Олег Володимирович: начальник Центру спеціальних операцій «А» СБУ (2012—2014).
- Полковник Човганюк Володимир Іванович: в.о. у 2014 році.
- Полковник Кузнєцов Геннадій Іванович (2014 — 23.01.2015).
- Генерал-лейтенант Устименко Олександр Володимирович (2015—2020)
- Генерал-майор Дусик Сергій Вікторович (2020—2023)[51]
- Генерал-майор Хмара Євгеній Леонідович (2023 по теперішній час)[52]

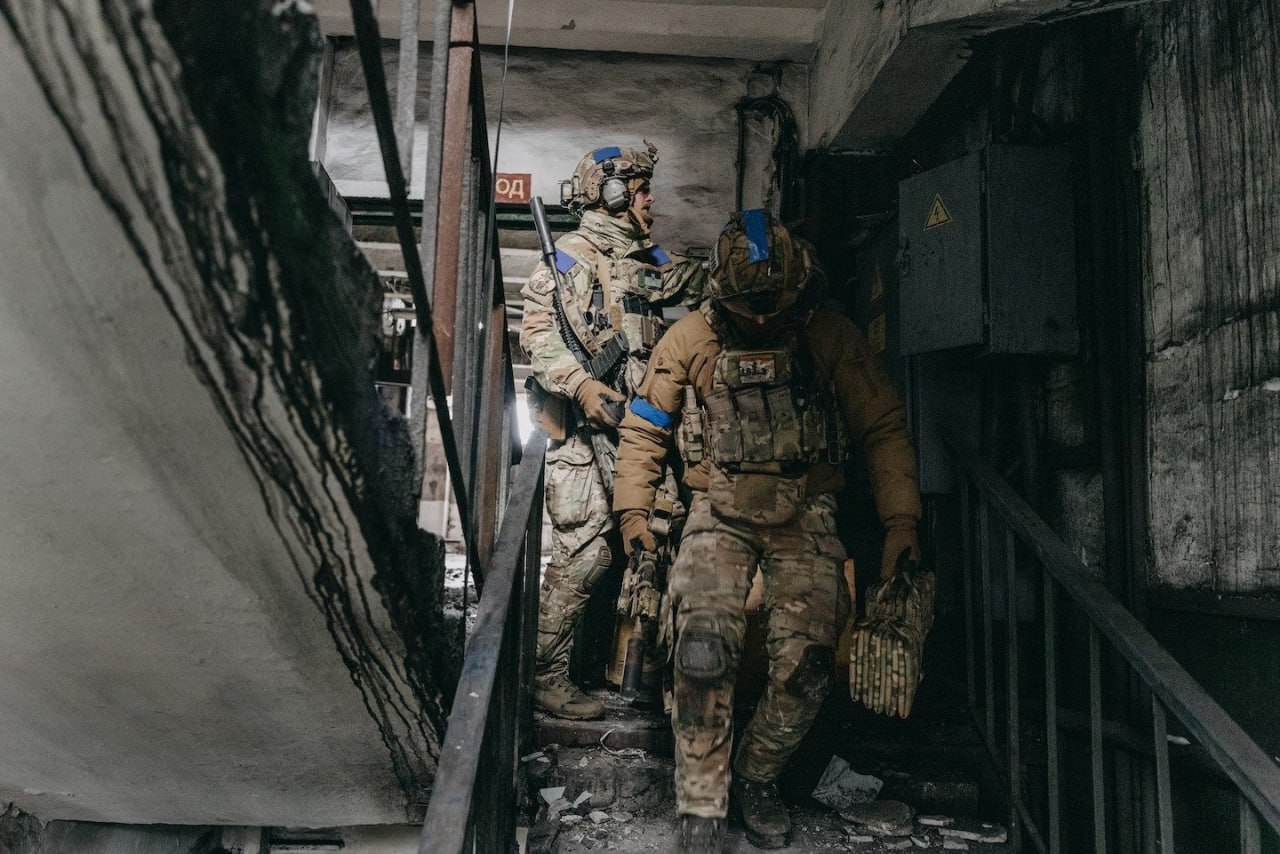
Бійці СБУ «А» у Авдіївці в лютому 2024

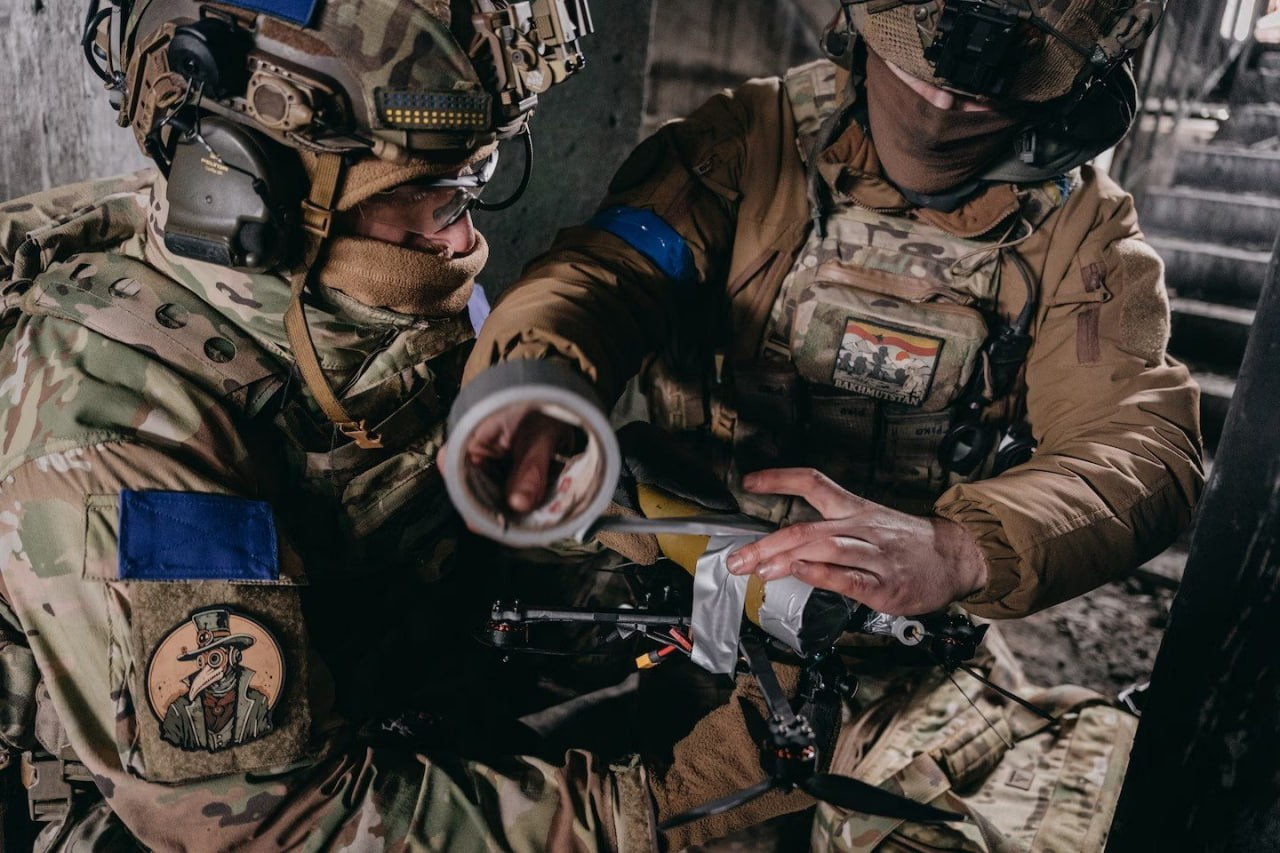
Примотка боєприпаса до FPV дрону, службовцями СБУ «А», у Авдіївці

## Втрати
Станом на 2024 рік, загинуло щонайменш 14 військовослужбовців ЦСО «Альфа»:
- Вдовиченко Олександр Володимирович; 17 березня 2023
- Шпак Марк Валентинович
- Петрищук Олександр Вікторович
- Лужевський Руслан Михайлович
- Кузьменко Андрій Павлович
- Горбенко Ігор Ігорович
- Біліченко Геннадій Васильович
- Аніщенко Олександр Григорович
- Іваньков Олександр Сергійович, 12 вересня 2019[54]
- Каплунов Дмитро Віталійович[55]
- Волочаєв Денис Олександрович[29]
- Кісельов Володимир Володимирович
- Крикуненко Олександр Валерійович[56]
- Небось Ігор Євгенович[57].
- Лакуста Гліб Юрійович, 3 липня 2023[58].
- 29 липня 2025 - Биков Олександр Олегович, старший лейтенант Служби безпеки України, співробітник Центру спеціальних операцій «Альфа». Загинув у місті Покровськ Донецької області[59].

## Державні нагороди
З моменту створення у 1994 році Центру спеціальних операцій «А» СБУ його особовий склад був відзначений численними державними нагородами за участь у важливих операціях, за антитерористичну діяльність та захист державного суверенітету України.
Станом червень 2025 року співробітники Центру отримали 1804 державні нагороди, серед яких — 21 найвище звання Героя України. 869 із цих державних нагород були отримані бійцями Центру за мужність і героїзм, виявлені під час повномасштабного вторгнення рф в Україну. 17 спецпризначенців були нагороджені званнями Героя України (9 із них — посмертно).

## Традиції та символіка

### Гасло підрозділу
«Життя — Батьківщині! Честь — нікому!»

### Символіка
Назва «А» або «Альфа» (грец. άλφα) — перша літера грецької абетки. Символізує першість, лідерство та прагнення до найвищого професіоналізму, а також спрямованість підрозділу на виконання антитерористичних задач.

### Емблема
На емблемі ЦСО «А» СБУ зображено щит, на якому є крила і меч, що утворюють український тризуб, у центрі якого хрест СБУ. Меч — це символ боротьби та воїна. Щит — символ захисту та захисника. Крила символізують благородство, гідність і честь. Хрест СБУ — це ознака того, що це оперативно-бойовий підрозділ Служби безпеки України.

## Вшанування
Рішення міської ради 28.10.2022 №1515 у місті Кривий Ріг вулицю Геленджицьку перейменували на вулицю Підрозділу "Альфа".